# Microtus nebrodensis
Microtus nebrodensis är en gnagare i släktet åkersorkar som förekommer endemisk på Sicilien. Populationen infogades en längre tid som synonym i Microtus savii. Enligt en studie utgör arten systergruppen till Microtus brachycercus och Microtus savii.
Arten blir utan svans 96 till 104 mm lång, svanslängden är 16 till 26 mm och vikten ligger mellan 18 och 22 g. Den är större än de två andra ovan nämnda arterna. Angående pälsfärgen finns inga tydliga skillnader. Den är brun på ovansidan och silvergrå på undersidan med gula nyanser. Honor har två spenar på bröstet och fyra vid ljumsken. Hos arten förekommer endast 45 ryggkotor medan Microtus savii har 47.
Utbredningsområdet täcker hela Sicilien mellan 175 och 1700 meter över havet.